# Engelhardt

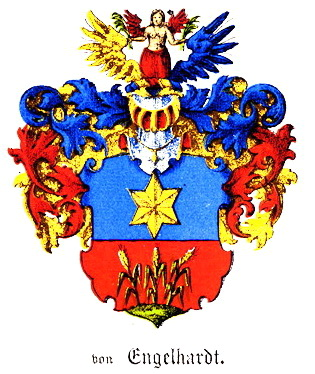
Stemma degli Engelhardt.

Engelhardt (in russo Энгельгардт) è una famiglia nobile baroniale russa tedesca del Baltico. Il nome della famiglia è talvolta segnato come "von Engelhardt".

## Storia
Il fondatore leggendario della dinastia (von) Engelhardt, Carl Bernhard Engelhardt (1159–1230), servì come cavaliere nella terza crociata, creata per liberare il Santo Sepolcro. Durante la campagna, si dice abbia ricevuto il cognome Engelhardt ('forza angelica') per aver salvato la vita del re di Francia Filippo II Augusto nell'Assedio di San Giovanni d'Acri.
Le origini documentate della famiglia si trovano in Svizzera, dove Heinrich Engelhardt è menzionato negli anni 1383-1390 come un cittadino e consigliere a Zurigo. Al principio del XV secolo, Georg Engelhardt visse in Livonia. Da lui derivano tutti i nobili e baroni della famiglia (von) Engelhardt nell'Impero russo.
Il primo Engelhardt a diventare un soggetto russo fu Werner Engelhardt, che aveva in precedenza servito nell'esercito della Confederazione polacco-lituana. Si convertì alla religione di Stato russa, accettando l'ortodossia ed assumendo il nome battesimale, Jeremiah. Morì prima del 1672. Suo figlio Siegmund (Stepan, dopo il battesimo ortodosso) fu un nobile moscovita e stolnik (assistente personale dello Zar) e un tenente della nobiltà di Smolensk. Altri figli di Werner (Jeremiah) furono Georg (Yuri) e Johann (Ivan), anche loro funsero da stolniks.
La nobile famiglia (von) Engelhardt è ricordata nel Libro VI della genealogia della provincia di Smolensk, e il suo stemma è incluso nella Parte VI del Stemmatio Generale. La linea baroniale degli (von) Engelhardt è ricordata nella Parte V dei libri genealogici delle province di Jaroslavl', Ekaterinoslav e Kursk.

## Successi
La casata di Engelhardt ha realizzato molte opere eminenti e ben note attività caritatevoli - la costruzione di chiese ed ospedali, grandi donazioni alle università, biblioteche pubbliche e osservatori (incluso la donazione di antichi manoscritti), terre libere per la costruzione di ferrovie e altri scopi pubblici, e la liberazione della servitù della gleba.
Il nome Engelhardt è stato collegato a un istituto scientifico a Mosca, l'osservatorio dell'Università di Kazan', la medaglia d'oro dell'Accademia russa delle scienze, la principale stazione di Smolensk, un cratere lunare, un asteroide, ed una stella nella costellazione del Cigno.

## Le nipoti di Potëmkin
Elena, la sorella di Grigorij Potëmkin, fu data in moglie a Vasilij Andreevič Engelhardt. Le loro sei figlie, essendo nipoti di Potëmkin, erano favorite imperiali per un posto di rilievo alla corte di Caterina II ed il successivo regno. Potëmkin stravedeva per le sue nipoti (e, si presume generalmente nel caso di Barbara, Alekandra e Caterina, fosse molto più che uno zio) e lasciò in eredità loro un po' della sua grande ricchezza.
Le sei nipoti di Potëmkin furono:
- Varvara Engelhardt (1752-1815), che sposò il Principe Sergej Fëdorovič Golicyn (1749-1810).
- Aleksandra Engelhardt (1754-1838), sposò il Conte Franciszek Ksawery Branicki (1730-1819).
- Anna Sofia Engelhardt (175?-1820), sposò Michail Michajlovič Zhukov (1728-1803), Governatore di Astrachan'.
- Nadežda Engelhardt (1759-1823), il cui primo matrimonio nel 1775 fu con il Colonnello Pavel Alekseevič Izmajlov (m. 1781) ed il secondo con Peter Shepelev (1737-1828).
- Ekaterina Engelhardt (1761-1829), sposò in prime nozze il Conte Pavel Martynovič Skavronsky ed in seconde il Conte Giulio Litta.
- Tatiana Engelhardt (1769-1841), sposò prima il Conte Michail Sergeevič Potëmkin (1744-1791), cugino di sua madre e di suo zio, ed in seconde nel 1793 il Principe Nikolaj Borisovič Jusupov (1750-1831).

## Noti Engelhardt
- Aleksandr Nikolaevič Engelhardt (1832–1893): rinomato studioso e agricoltore.
- Vasilij Pavlovič Engelhardt (1828–1915): astronomo, e cronista della spedizione svizzera di Suvorov.
- Fëdor Antonovič Engelhardt (1762-1831), generale russo.
- Aleksandr Bogdanovič Engelhardt (1795–1859): barone, tenente generale, chief of southern military settlements.
- Valerian Engelhardt (1798–1856): generale ed ingegnere civile.
- William Karpovich Engelhardt (in alternatica Wilhelm Heinrich Engelhardt o Vasily Karlovich Engelhardt) (1726–1797): generale, e Tenente Governatore di Vyborg.
- Vasilij Vasil'evič (nato nel 1758): ufficiale nella Seconda Guerra Turca, senatore.
- Nikolaj Fëdorovič Engelhardt (nato nel 1799), fratello di Valerian F. Engelhardt: Tenente Generale, e Comandante della 15ª divisione di fanteria nella campagna di Sebastopoli del 1854-55.
- Otto Moritz Ludwig (1778–1842): Professore di mineralogia all'Università di Tartu.
- Sergej Petrovič Engelhardt (1795–1870) - Governatore di Mahilëŭ.
- Barone Gustav Moritz Constantin (1828–1881): professore e decano della Facoltà di Teologia dell'Università di Dorpat.
- Nick Clegg, Vice Primo Ministro del Regno Unito e leader dei Liberal Democratici, la cui nonna era Kira von Engelhardt.